# Вдребезги (телесериал)
Вдребезги (тур. Paramparça) — турецкий сериал, премьера которого состоялась 1 декабря 2014 года на телеканале Star TV.

## Сюжет
(1 сезон)
Гюльсерен Гюльпынар в тяжёлых жизненных условиях воспитывает 14-летнюю дочку Хазал, с ними живёт её золовка Кериман, муж Озкан уехал в Германию на заработки, через некоторое время после рождения Хазал. Однако мужчина так и не навестил семью за столько лет. Из-за аварии выясняется, что 14 лет назад Хазал и Джансу, которая сейчас живёт в доме миллиардера Джихана Гюрпынара, перепутали в роддоме. С этого момента резко меняется жизнь трёх детей: Джансу, Хазал и Озана (Сын Джихана и Диляры), двух взрослых женщин: Диляры (Жена Джихана) и Гюльсерен, и одного мужчины — Джихана. Перемены в жизни Гюльсерен связаны и с неожиданным возвращением Озкана. Джихан влюбляется в Гюльсерен. Диляра и отец Джихана, Рахми, препятствуют их отношениям и разводу Диляры и Джихана. Джихан узнал что Альпер (который был партнёром Джихана и другом семьи Гюрпынаров со своей женой Солмаз) — брат Диляры. Джансу и Хазал не смогли поладить, из-за этого Джансу столкнула Хазал с лестницы, но не специально, а случайно. Хазал не может ходить. В один день Хазал сидела в не до конца закрепленной инвалидной коляске, коляска поехала и упала в море, в этот же момент в гараже особняка взорвалась бомба.
(2 сезон)
Со всеми все в порядке, пострадавших нет. Хазал чувствует свои ноги. Появляется новый персонаж — Харун. Он хочет отомстить за смерть своей сестры Джихану и для этого начинает разрушать его бизнес, а также встречается с Дилярой (у них был роман в молодости). Джихан и Диляра разводятся. Диляра беременна от Харуна, но она узнает, что он — враг Джихана и встречался с ней ради мести. Джихан и Гюльсерен любят друг друга. На их свадьбе появляется бывший муж нынешней девушки Озана и стреляет в него, Гюльсерен его закрывает собой, и пуля попадает в неё. Гюльсерен умирает. Прошло время, Джихан встречает психолога Айше, у них завязываются отношения, но он узнает, что она сестра Харуна, и расстается с ней. Джихан узнает, что Диляра беременна от врага, и для того, чтобы спасти честь семьи снова женится на Диляре. Диляра родила сына Алаза Демира. Вскоре Харун узнает, что Диляра родила сына и снова завоевывает её расположение. На Диляру чуть не наехала машина, в последний момент Харун её отталкивает, и машина наехала на него. Диляра верит Харуну, и они снова встречаются. Однажды, когда Диляра привезла Алаза в клинику, туда приехал Харун. Диляра разводится с Джиханом. Тем временем Джансу встречается с молодым человеком, Денизом, который делает ей предложение, и она соглашается. Джансу выходит замуж.
(3 сезон)
Прошёл год. Диляра и Харун поженились и теперь вместе с со своими детьми Алазом и Хазал живут в особняке. Джихан не смог простить поступков Джансу и Диляры и уехал в плаванье. Джансу узнает, что беременна, но она больна болезнью Паркинсона. Джансу не смогла родить ребёнка, так как попала в автокатастрофу. Оказывается, что Озан — не сын Джихана, а сын Харуна. Харун погибает, защищая Озана в перестрелке. Хазал встречается с членом балканской мафии и собирается выйти замуж, но на свадьбу врывается Диляра и стреляет в возлюбленного Хазал. В конце Диляра и Джихан женятся.

## В главных ролях
| Актёр              | Роль | Серии |
| ------------------ | --- | ----- |
| Эркан Петеккая     | Джихан Гюрпинар | 1-97  |
| Нургюль Ешильчай   | Гюльсерен Сонмез | 1-52  |
| Эбру Озкан         | Диляра Гюрпинар | 1-97  |
| Джемаль Хюнал      | Альпер Тек | 1-49  |
| Толга Текин        | Озкан Гюлпинар (Бывший муж Гюльсерен, брат Кериман, родной отец Джансу, отец Джан-Хашмета)                                                | 1-97  |
| Нурсель Кёсе       | Кериман Акчатепе (Сестра Озкана, родная тетя Джансу)                                                                                      | 1-97  |
| Эртугрул Постоглу  | Йылдырым Алтун (Адвокат и лучший друг Джихана)                                                                                            | 1-97  |
| Элвин Айдогду      | Дария (Лучшая подруга Гюльсерен) | 1-52  |
| Гюнеш Эмир         | Солмаз Тек (Жена Альпера, «подруга» Диляры)                                                                                               | 1-49  |
| Алина Боз          | Хазал Гюлпинар (Родная дочь Джихана и Диляры, бывшая возлюбленная Митата и Дамира, единоутробная сестра Озана и Алаза, племянница Асуман) | 1-97  |
| Бурак Тозкопаран   | Озан Гюрпинар (Сын Джихана и Диляры, родной отец - Харун)                                                                                 | 1-97  |
| Лейла Танлар       | Джансу Гюрпинар (Родная дочь Гюльсерен и Озкана, бывшая жена Дениза, родная племянница Кериман)                                           | 1-97  |
| Айлин Эрен         | Берил (Подруга Диляры из фонда) | 25-94 |
| Пинар Эринчин      | Нурай (Знакомая Озкана из Германии, которая забеременела от него)                                                                         | 29-38 |
| Юнус Гюнер         | Мехмет (Друг Гюльсерен) | 29-31 |
| Барыш Фалай        | Харун Эргуван (Бывший возлюбленный и муж Диляры, родной отец Озана и Алаза )                                                              | 32-90 |
| Иса Дживан Кавак   | Джан Хашмет Гюлпинар (Сын Озкана и Нурай)                                                                                                 | 32-97 |
| Джейхун Менгироглу | Дениз (Бывший муж Джансу) | 39-89 |
| Фунда Гурай        | Зейнеп (Бывшая девушка Озана) | 45-54 |
| Хюмейра            | Маиде Эркоч (Тётя Харуна, приёмная мать Айше)                                                                                             | 53-82 |
| Шюкран Овалы       | Айше (Психолог, бывшая возлюбленная Джихана, сестра Харуна)                                                                               | 54-71 |
| Башак Акбай        | Севинч (Няня Алаза, бывшая возлюбленная Озкана)                                                                                           | 57-71 |
| Танер Туран        | Бурхан (Родной отец Дениза) возлюбленный Кериман                                                                                          | 58-80 |
| Эфеджан Шенолсун   | Озгюр (Бывший парень Хазал) | 60-73 |
| Гюнеш Хаят         | Хатидже (Прислуга дома у Маиде, родная мать Айше)                                                                                         | 65-82 |
| Омер Фарук Йюксек  | Демир-Алаз Эргуван (Сын Харуна и Диляры)                                                                                                  | 72-97 |
| Мине Тугай         | Асуман Терзиоглу (Сестра Диляры, родная тётя Хазал)                                                                                       | 72-97 |
| Сарпджан Кёроглу   | Метхат (Комиссар полиции, бывший возлюбленный Хазал)                                                                                      | 72-91 |
| Синем Услу Озтюрк  | Сельма (Пострадала в прошлом от Харуна)                                                                                                   | 75-87 |
| Ильхан Шешен       | Икрам Челик (Родной отец Диляры, друг Рахми)                                                                                              | 81-97 |
| Сарп Аккая         | Дамир Янков - Демир Янкы (Мафиози, бывший партнёр Харуна, возлюбленный Хазал)                                                             | 81-97 |
| Дюнйа Айдогду      | Азра (Бывшая правая рука Дамира) | 86-94 |
| Хасан Шахинтюрк    | Шахин (Друг и бывшая правая рука Дамира)                                                                                                  | 93-97 |

## Трансляция
| Сезон | Сезон | Серии      | Дата вещания     | Дата вещания  |
| Сезон | Сезон | Серии      | Премьера сезона  | Конец сезона  |
| ----- | ----- | ---------- | ---------------- | ------------- |
|       | 1     | 1-31 (31)  | 1 декабря 2014   | 29 июня 2015  |
|       | 2     | 32-71 (40) | 14 сентября 2015 | 20 июня 2016  |
|       | 3     | 72-97 (26) | 19 сентября 2016 | 27 марта 2017 |